# ضريح الشيخ يوسف سروستاني
ضريح الشيخ يوسف سروستاني (بالفارسية: آرامگاه شیخ یوسف سروستانی) هي ضريح تاريخي يعود إلى الدولة الإلخانية، ويقع في سروستان.

## معرض صور

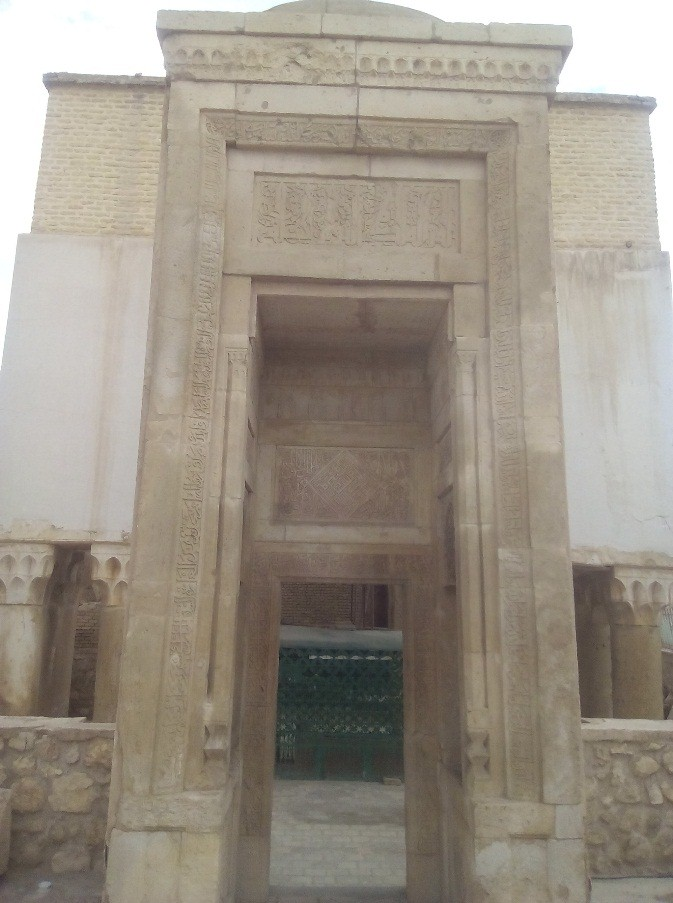
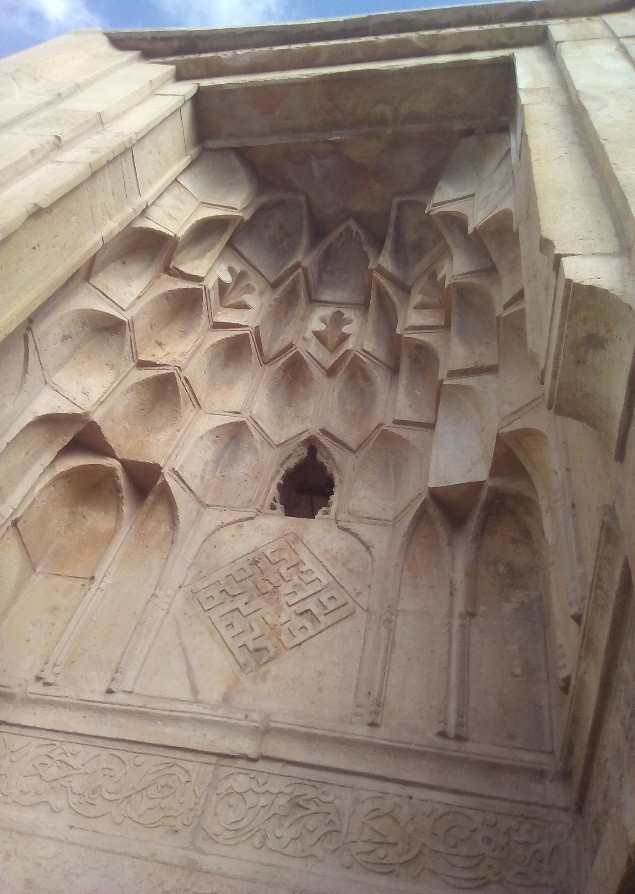
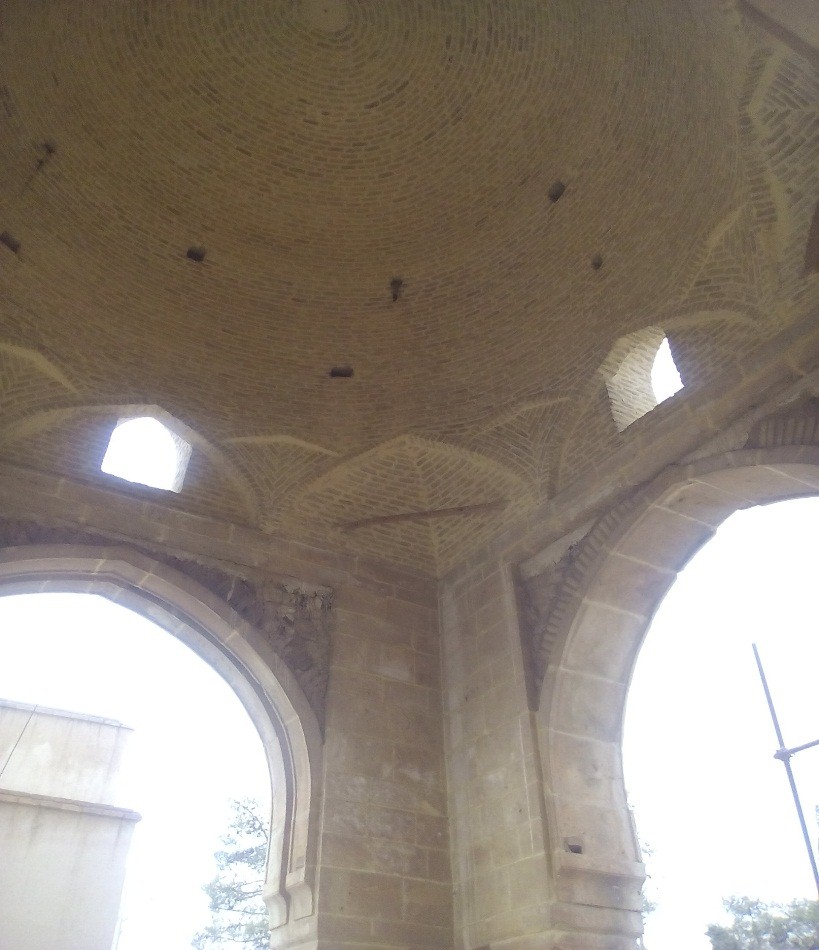
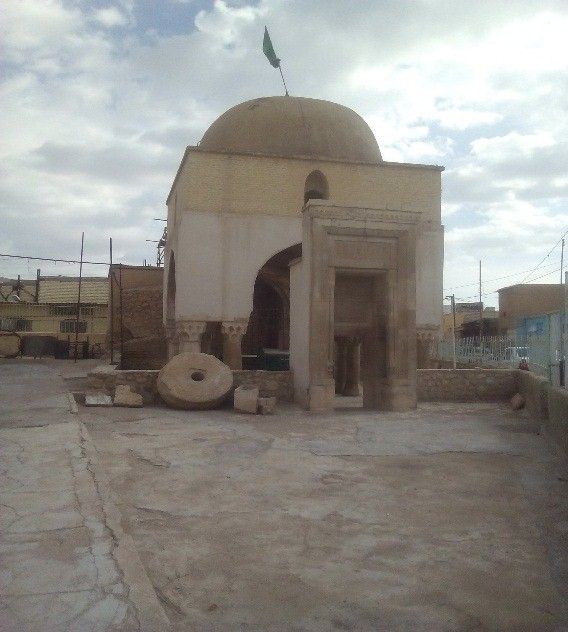
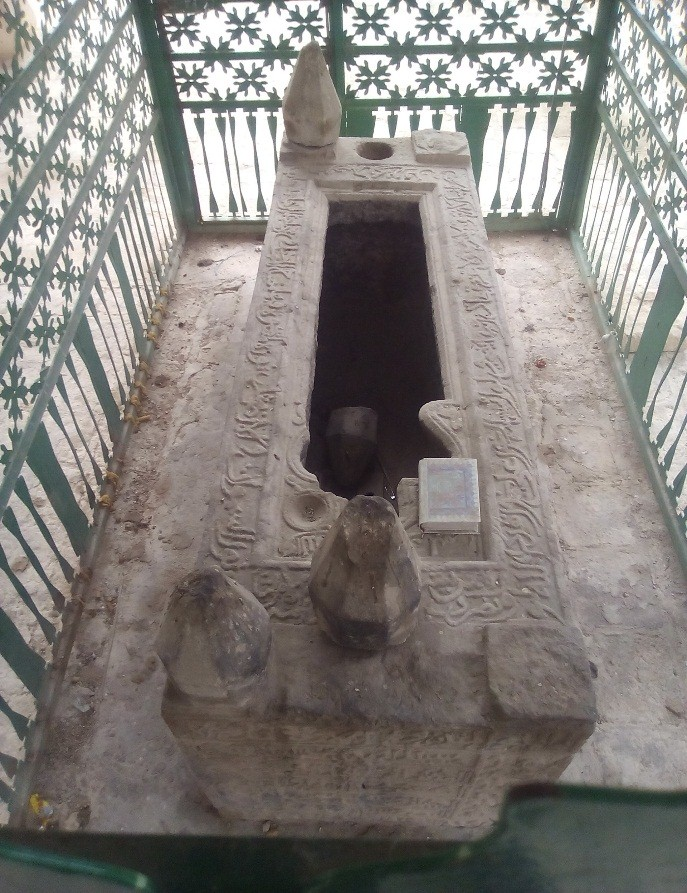